# Chiến tranh Kế vị Áo
Chiến tranh Kế vị Áo là một cuộc chiến bắt đầu với lý do rằng Nữ vương công Áo Maria Theresia không đủ điều kiện để ngồi lên ngai vàng Habsburg của cha mình, Karl VI của Thánh chế La Mã, vì luật Salic cấm việc trao quyền thừa kế hoàng gia cho phụ nữ, mặc dù trong thực tế đây là một lý do thuận tiện đưa ra bởi Phổ và Pháp, thách thức quyền lực Habsburg.
Áo đã được sự hỗ trợ của Vương quốc Anh và Cộng hòa Hà Lan, những kẻ thù truyền kiếp của Pháp, cũng như Vương quốc Sardegna và xứ Sachsen. Pháp và Phổ đã liên minh với Tuyển hầu Bayern. Chiến tranh kết thúc với Hiệp ước Aix-la-Chapelle trong năm 1748. Lợi ích lâu dài nhất lịch sử quân sự và tầm quan trọng của cuộc chiến nằm trong cuộc đấu tranh của Phổ và quân chủ Habsburg đã nhượng cho họ vùng đất Silesia trù phú. Nó cũng tái lập ảnh hưởng ở miền bắc Tây Ban Nha và Ý, tiếp tục đi ngược lại một sự thống trị của Áo trên bán đảo Ý.

## Bối cảnh
Năm 1740, sau cái chết của cha mình, Karl VI, Nữ vương công Maria Theresia đã trở thành Nữ vương của Hungary, Croatia và Bohemia, Nữ Đại vương công Áo và Nữ Công tước xứ Parma. Cha bà là một vị Hoàng đế La Mã Thần thánh, nhưng Maria Theresa không phải là một ứng cử viên cho danh hiệu này, mà một người phụ nữ không bao giờ có thể đạt đến mức đó, phương án thích hợp nhất lúc này là tấn phong chồng mình, François Étienne xứ Lorraine, lên làm Hoàng đế Franz I của Thánh chế La Mã. Các biến chứng liên quan đến một vị nữ hoàng Habsburg đã được kéo dài dự kiến, và Karl VI đã thuyết phục hầu hết các lãnh địa của nước Đức để đồng ý với các xử phạt viên thực dụng của 1713.
Vấn đề đã bắt đầu khi vua Friedrich II của Phổ xâm chiếm các công quốc Silesia vào ngày 16 tháng 12 năm 1740, sử dụng các điều trong Hiệp ước Brieg năm 1537, theo đó nhà Hohenzollerns của Brandenburg đã được kế thừa công quốc Brieg như một cái cớ. Maria Theresa chỉ là một người phụ nữ, được xem là yếu, và những ứng viên khác (như Karl Albrecht xứ Bayern) đưa ra yêu cầu riêng của họ cạnh tranh với người thừa kế vương miện.

## Những cuộc chiến tranh Silesia

### Chiến dịch Silesia lần thứ nhất (1740-1742)
Hoàng đế Karl VI chết cùng năm với vua Friedrich Wilhelm I. Ngày 13 tháng 12 năm ấy, tân vương Phổ Friedrich II bắt đầu ra quân. Mặt khác, Friedrich II cũng gửi thư đến kinh thành Viên, đề nghị Nữ hoàng Maria Theresia nhượng xứ Silesia cho ông; đổi lại, ông và ba quân sẽ liên minh với bà, bãi bỏ yêu cầu kế vị một số công quốc, hay đưa phu quân François Étienne của bà lên ngôi Hoàng đế La Mã Thần thánh, v.v... Đến ngày 13 tháng 12 năm 1740, thấy gần như không có hồi âm, vua Phổ sẵn sàng ra quân, tiến chiếm Silesia. Thay vì nhượng vùng đất này cho ông, nữ hoàng Maria Theresia quyết định chiến đấu với vua Phổ để bảo vệ Silesia - một "viên ngọc của Hoàng gia Áo".
Friedrich II luôn mong muốn chiếm được Silesia - một tỉnh giàu có nhất của Đế quốc Áo thời đó. Vì vậy, ông quyết định chống lại "Đạo luật Thừa kế năm 1713" (theo đó Maria Theresia sẽ thừa kế toàn bộ lãnh thổ của Đế quốc Áo - Habsburg), để tạo nên "điểm hẹn của sự huy hoàng" trong cuộc đời ông. Ngoài ra, ông cũng lo ngại rằng vua August III của Ba Lan, cũng là Tuyển hầu Friedrich August II xứ Sachsen, sẽ tìm cách nối lại những vùng đất nằm rời rạc của ông thông qua tỉnh Silesia. Do đó, cả thế giới đều hay tin Friedrich II quyết định sẽ thực hiện giấc mơ của mình. Cụ thể, ông đã mang ngay 28.000 quân Phổ đánh vào xứ Silesia vào ngày 16 tháng 12 năm 1740, lấy cớ là làm theo một hiệp ước được nhà Hohenzollern và nhà Piast của xứ Brieg (Brzeg) ký kết vào năm 1537, mà hầu như không ai biết đến.
Ngay từ ngày 6 tháng 12 năm 1740, các đại sứ ngoại quốc tại Berlin đều đã hay tin vua Phổ thân chinh ra trận mạc. Vào ngày 13 tháng 12 năm 1740, vị "vua - triết gia - nhạc sĩ" mở đầu sự nghiệp của "một trong những danh tướng xuất sắc nhất mọi thời đại". Sau một buổi khiêu vũ trong Hoàng cung, Friedrich II đã phát biểu trước các tướng lĩnh của mình như sau:
| “                  | Thưa các Ngài, Ta đang tiến hành một cuộc chiến tranh, mà không có đồng minh nào ngoài lòng dũng cảm và thiện chí của các Ngài. Lý do của Ta là chính đáng: Nguồn lực của Ta là những gì chúng ta có thể giành lấy, và vấn đề là nằm ở vận may. Hãy luôn ghi nhớ vinh quang mà tổ tiên của các Ngài có được ở trên thảo nguyên Warschau, tại Fehrbellin hay trong công cuộc khai quốc Phổ. Số phận của các Ngài nằm trong tay các Ngài: những ưu đãi và thăng thưởng đang chờ đợi những công trạng xứng đáng của các Ngài. Nhưng Ta cần gì phải kích thích các Ngài đến vinh quang? Nó là thứ các Ngài nhằm trước mắt; đối tượng duy nhất xứng đáng với công sức của các Ngài. Chúng ta sẽ đến đối mặt, với những người, mà dưới sự thống lĩnh của Vương tử Eugène, đã từng có danh vọng cao nhất. Dù Vương tử Eugène đã qua đời, chúng ta sẽ vẫn phải đo sức mình với những người lính dũng cảm; vinh quang của chúng ta sẽ càng to lớn hơn nếu chinh phục được. Tạm biệt! Hãy tiến lên! Ta sẽ theo các Ngài tiến thẳng đến nơi mà sự vinh quang đang chờ đợi các Ngài. | ” |
| — Friedrich Đại đế | |   |

#### Diễn biến của chiến dịch

##### Những chiến thắng của quân Phổ
Không những thế, hay tin một số người cho rằng hành động táo bạo của Tân vương Friedrich II là liều lĩnh và gây nguy hiểm đến nước Phổ, ông thắc mắc: "Sao lại thế, ngược lại mới đúng! Chính thiên triều Áo Quốc kia mới là kẻ lâm vào cảnh nhục nhã!". Vào ngày 18 tháng 12 năm 1740, vị Tân vương trẻ tuổi xua đại quân tinh nhuệ chinh phạt vùng Hạ Silesia, và, tính toán của ông hoàn toàn chính xác: đánh tan quân Áo đồn trú tại đó, ngoại trừ ba thành trì khác, toàn bộ vùng này rơi vào tay ông vào tháng 2 năm 1741. Trong những giờ phút cuối cùng của năm 1740, Friedrich II cùng một đoàn Kỵ binh và lính ném lựu đạn tiến đến cổng thành Breslau và đóng quân tại Schweidnitz. Thấy vị Quốc vương Tin Lành ấy, nhân dân Tin Lành vui vẻ mở cổng thành Breslau mà chào đón Quốc vương. Tất cả các tầng lớp nhân dân đều kính mến vị vua chiến thắng này. Không những thế, Quốc vương Friedrich II cũng chinh phạt vùng Brieg, sau đó ông hội kiến với một cánh quân khác vừa đánh bại quân Áo. Trong vòng sáu tuần, vị Tân vương nước Phổ ca khúc khải hoàn trở về kinh thành Berlin. Vào ngày 9 tháng 1 năm 1741, Friedrich viết thư gửi Thủ tướng Chính phủ Phổ - Brandenburg là Heinrich von Podewils:
| “                  | Thành Breslau (thủ phủ xứ Silesia) giờ đây đã thuộc về Trẫm. | ” |
| — Friedrich Đại đế |                                                              |   |

Mùa xuân năm 1741, Glogau thất thủ. Friedrich lại xua 23.400 quân Phổ tiến đánh quân Áo của Bá tước Neuperg người Hungary trong trận Mollwitz vào ngày 10 tháng 4 năm ấy. Mở đầu trận đánh, cánh phải của Quân đội Phổ bị Kỵ binh Áo đánh đuổi khỏi bãi chiến trường. Vua Friedrich II thân chinh thống lĩnh cánh phải, và người ta khuyên ông nên rời khỏi trận chiến.
Đây là lần đầu duy nhất ông phải rời khỏi trận chiến trước khi Quân đội Phổ thật sự bị đánh bại. Sau khi ông rút lui, Bộ binh Phổ đã kháng cự nhiều đợt tấn công của Kỵ binh và Bộ binh Áo, để rồi trận Mollwitz kết thúc với chiến bại của Quân đội Áo. Tướng Schwerin đã cứu Quân đội Phổ thoát khỏi tình thế nguy kịch. Về sau, Quốc vương Phổ cho rằng: 
| “                  | Mollwitz là ngôi trường của Trẫm. | ” |
| — Friedrich Đại đế |                                   |   |

Chiến thắng Mollwitz cho thấy sự trỗi dậy của một cường quốc non trẻ. Sau trận thắng này, Quân đội Phổ chiếm lấy các vùng Britz và Neisse. Cả châu Âu trở nên bất ngờ trước sự táo bạo của vị "vua - triết gia" Friedrich II. Ông đã chiếm được toàn bộ miền Hạ Silesia (phía tây bắc Silesia).
Bước sang năm sau (1742), Friedrich II cùng 28.000 binh sĩ và 88 khẩu thần công lại đánh thắng quân Áo của Vương công Karl xứ Lorraine trong trận chiến tại Chotusitz (Czaslau), tại Vương quốc Bohemia. Đây là một trận chiến dai dẳng và tàn khốc, có lúc Quân đội Áo tưởng như sẽ chiến thắng. Tuy nhiên, với tinh thần bất khuất và kỷ luật cao của Quân đội Phổ đã giúp họ giành thế thượng phong, để rồi giành chiến thắng oanh liệt trước đối phương. Đại đế Friedrich II chiếm luôn vùng Thượng Silesia nằm ở phía đông tây tỉnh Silesia; tỉnh Silesia (ngoại trừ phần Silesia thuộc Áo) đã rơi vào tay nhà vua nước Phổ. Trong số các tù binh Áo sau trận thắng Chotusitz có viên tướng tên Pallandt, bị thương nặng, được nhà vua thường xuyên thăm hỏi. Một hôm, Tướng Pallant nói với ông:
| “ | Muôn tâu Đức Vua, xem ra Người và Nữ hoàng quyền quý của Hạ thần sẽ thua bọn Pháp, thật ra bọn chúng hại Đức Vua đấy. | ” |

Nghe vậy, ông hỏi Pallant có ngụ ý gì? Vị tướng ấy bèn đưa cho ông lá thư Thủ tướng Pháp - Hồng y Fleury gửi cho Nữ hoàng Maria Theresia, đề nghị ký kết một Hòa ước riêng biệt mà không nhường cho nước Phổ một quyền lợi nào cả; và ông đã đọc bức thư này. Sau chiến thắng Chotusitz, cả quân Phổ và quân Áo đều mong muốn lập lại hòa bình. Chiến thắng Chotusitz chính thức đưa chiến lược của Đại đế Friedrich II và Quân đội Phổ trở nên nổi tiếng hơn cả, chính ông đã truyền lệnh và điều quân Phổ lấn vào sườn của đối phương. Giờ đây, ông là vị Bá vương của toàn bộ các đồn quân của tỉnh Silesia, và đẩy nước Áo đến bờ vực sụp đổ. Sau đó, ông đã gửi thư cho Thủ tướng Chính phủ Phổ là Heinrich von Podewils:
| “                         | Quả nhân vừa nhận được một tin vô cùng vui: Hòa ước sẽ được ký kết. | ” |
| — Quốc vương Friedrich II |                                                                     |   |